# Tongyong pinyin
Tongyong pinyin is een systeem van transliteratie voor het Chinees. Het was van 2002 tot 2009 de standaard van de Republiek China om Chinees te romaniseren, doch het gebruik ervan is nooit groot geweest. Sinds 2009 hanteert de Republiek China hanyu pinyin als officieel transliteratiesysteem, in lijn met de Volksrepubliek China.

## Verschillen met hanyu pinyin
| IPA  | hanyu pinyin | tongyong pinyin | Wade-Giles |
| ---- | ------------ | --------------- | ---------- |
| ʈʂ   | zh           | jh              | ch         |
| tɕʰ  | q            | c               | ch'        |
| ɕ    | x            | s               | hs         |
| y    | ü            | yu              | ü          |
| -ɚ   | -i           | -ih             | -ih        |
| -iou | -iu          | -iou            | -iu        |
| -yʊŋ | -iong        | -yong           | -iung      |

## Tonen 聲調
Het Standaardmandarijn kent 5 tonen, dus ook in het tongyong pinyin.
- de eerste toon: － (de eerste toon wordt in tongyong pinyin nauwelijks opgeschreven)
- de tweede toon: ˊ
- de derde toon: ˇ
- de vierde toon: ˋ
- de vijfde toon, oftewel neutrale toon: · (de neutrale toon wordt in het hanyu pinyin niet opgeschreven)

## Foto's

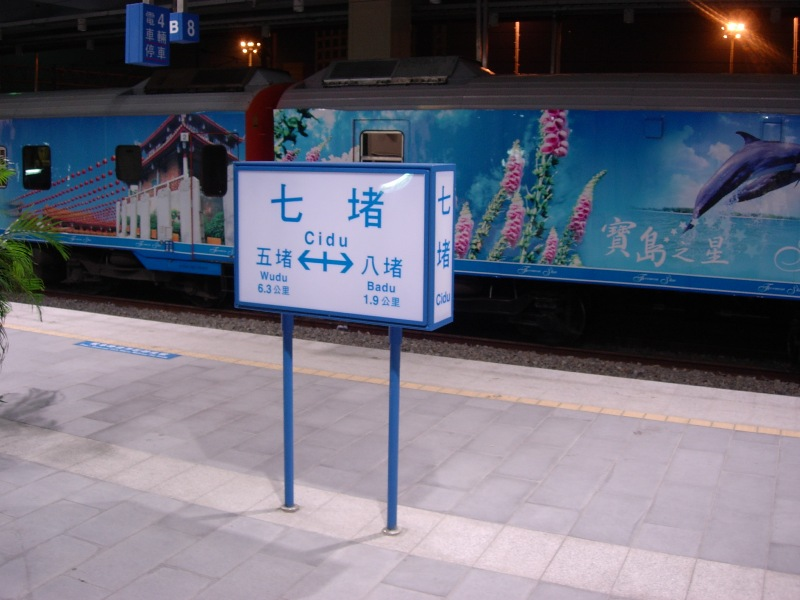
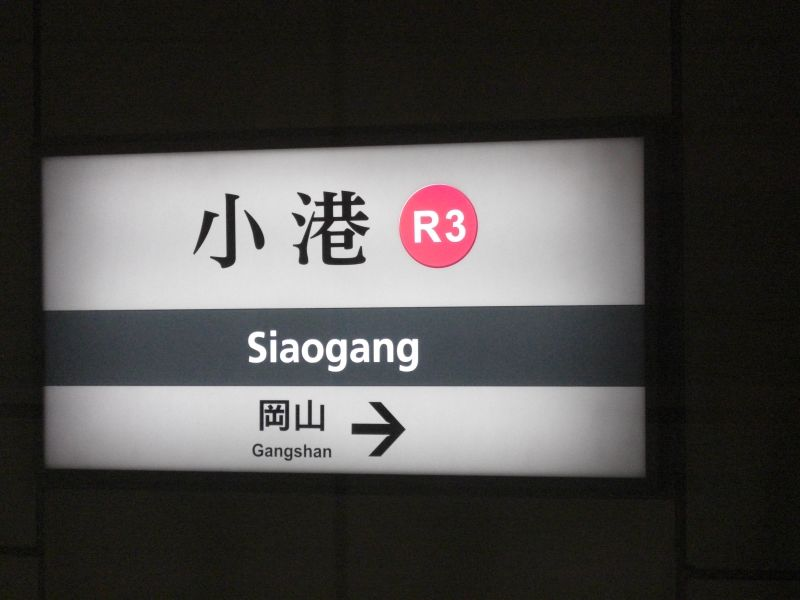
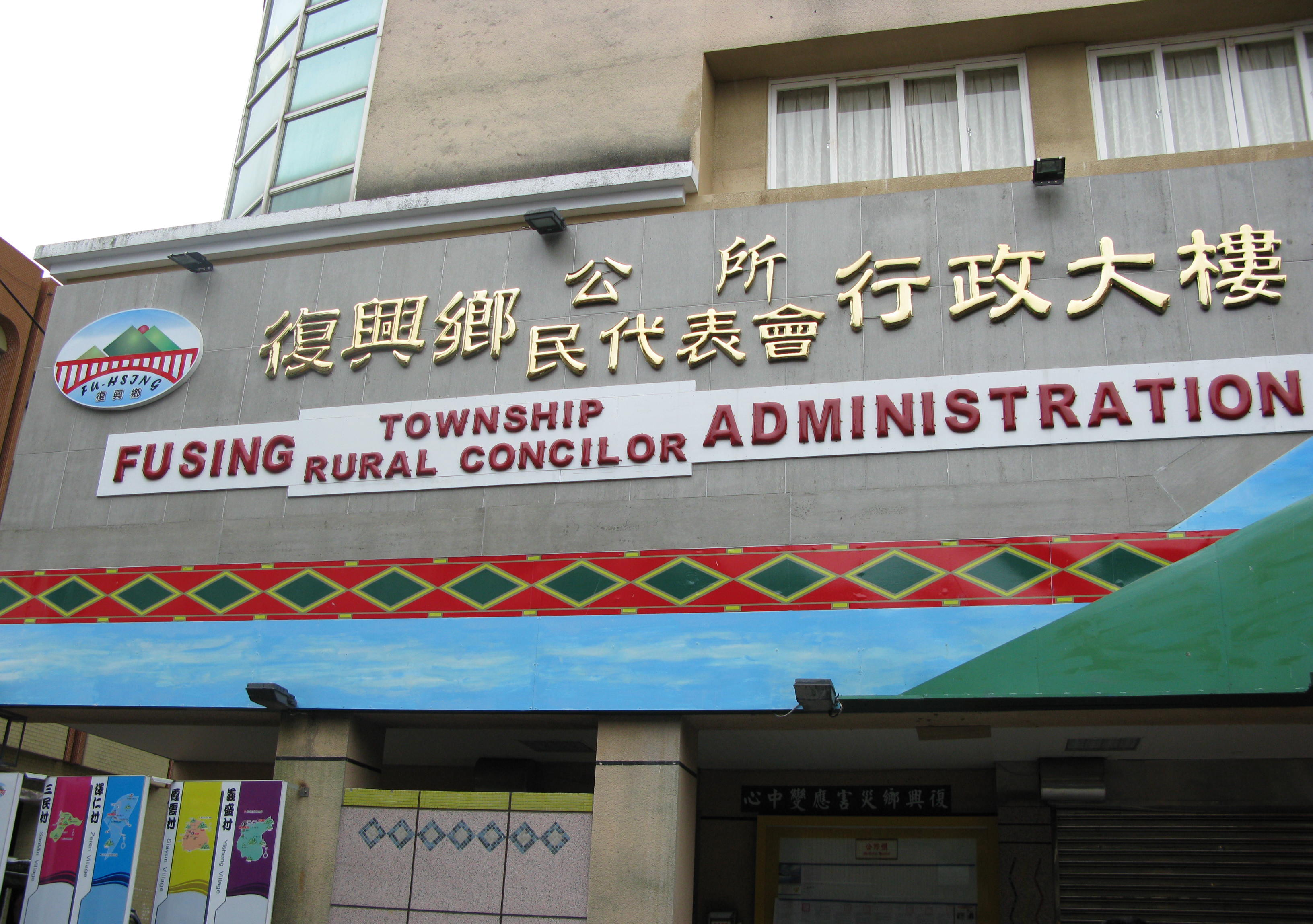